# Dana International
Шаро́н (при народженні Ярон) Ко́ен (івр. שרון כהן), відома як Dana International (івр. דנה אינטרנשיונל) нар. 2 лютого 1969 року, Тель-Авів, Ізраїль) — ізраїльська співачка. 

## Кар'єра
1998 року перемогла на пісенному конкурсі Євробачення з піснею «Diva». 2011 року представляла Ізраїль на Євробаченні з піснею «Ding Dong», але не пройшла у фінал.

## Дискографія
- 1993 Dana International, IMP Dance
- 1994 Umpatampa, IMP Dance
- 1995 E.P.Tempa, IMP Dance
- 1996 Maganuna, Helicon/Big Foot
- 1998 Diva — The Hits, IMP Dance
- 1999 Free, CNR Music
- 2000 Free (Israeli edition), NMC
- 2001 Yoter ve yoter (more and more), NMC
- 2002 Ha'chalom ha'efshari (the possible dream), IMP Dance
- 2003 The CD's collection, IMP Dance
- 2007 Hakol ze Letova, Hed Arzi Ltd.
- 2017 TBA